# 천박사 퇴마 연구소: 설경의 비밀
《천박사 퇴마 연구소: 설경의 비밀》은 2023년 9월 27일 개봉된 대한민국의 영화이다.

## 기획의도
대대로 마을을 지켜 온 당주집 장손이지만
정작 귀신은 믿지 않는 가짜 퇴마사 ‘천박사.
사람의 마음을 꿰뚫는 통찰력으로 온갖 사건을 해결해온 그에게
귀신을 보는 의뢰인 ‘유경’이 찾아와
1억원이라는 수임료로 거절하기 힘든 제안을 한다.
‘천박사’는 파트너 ‘인배’와 함께 ‘유경’의 집으로 향하고
그곳에서 벌어지는 사건을 쫓으며
자신과 얽혀 있는 부적인 ‘설경’의 비밀을 알게 되는데…
귀신을 믿지 않는 가짜 퇴마사!
그의 세계를 흔드는 진짜 사건이 나타났다!

## 제작진

### 제작
- 외유내강

### 공동제작
- 세미콜론 스튜디오
- CJ ENM Studios

### 연출
- 김성식

## 캐스팅

### 주요 인물
- 강동원 : 천박사 역 - 귀신을 믿지 않지만 귀신 같은 통찰력을 지닌 가짜 퇴마사. 대대로 마을을 지키는 당주집 장손이었지만 지금은 유튜브 퇴마 채널 '하늘천 TV'를 운영하고 있다.

- 허준호 : 범천 역 - 본작의 최종 보스. 수단 방법을 가리지 않고 무당의 영력을 사냥하는 악귀.

- 이솜 : 오유경 역 - 천박사와 함께 진짜 사건에 뛰어든 인물. 빙의 된 동생을 구하기 위해  천박사를 찾으며 남다른 비밀을 안고 있다.

- 이동휘 : 강인배 역 - 일명 '강도령'이라 불리는 천박사의 기술 담당 파트너. 달랑 둘 뿐이지만 '하늘천 TV'의 넘버2라는 자부심으로 천박사와 함께 한다.

- 김종수 : 황사장 역 - 천박사가 어릴 적부터 오랜 인연을 이어온 든든한 지원군이자 골동품점 CEO.

- 박소이 : 유민 역 - 유경의 사라진 동생.

### 주변 인물
- 박정민 : 선녀무당 역 (특별 출연) - 천박사 퇴마 연구소의 핵심 정보통. 남다른 능력으로 신과 소통한다.

- 지수 : 선녀 역 - (특별 출연) - 선녀무당이 모시는 선녀. 아름다운 용모를 지녔으며 그 모습을 본 사람은 거의 없다.

- 윤병희 : 화랭이 역 - 범천의 오른팔이자 행동대장. 빠른 상황 판단력으로 천박사 일행을 가장 발 빠르게 쫓는다.

- 주보비 : 점바치 역 - 범천의 점괘를 보는 술사. 범천을 향한 확고한 믿음을 지니고 있다.

- 박경혜 : 사월 역 - 범천의 계획에 조력하는 인물.
- 이규호 : 이장 역 - 본작의 중간 보스.

- 이정은 : 사모님 역 (특별 출연) - 딸에게 뭔가 좋지 못한 것이 씌였다고 생각해서 천박사에게 퇴마를 의뢰한 인물. 큰 저택의 사모님이다.

- 박명훈 : 남편 역 (특별 출연) - 딸에게 뭔가 좋지 못한 것이 씌였다고 생각해서 천박사에게 퇴마를 의뢰한 인물. 저택 마당에 망주석을 하나 놓았다.

- 조이현 : 중2 역 (특별 출연) - 사모님과 남편의 딸. 처음 본 천박사한테 컨셉충에 얼굴충이라며 조롱한다.

- 김원해 : 천박사 조부 역 - 마을을 지키던 영험한 당주무당.

## 참고 사항
- 이정은과 박명훈은... 2019년도에 개봉한 영화 《기생충》 에 이어서 4년만에 다시 한번 더 부부로 호흡을 맞출 예정이다.

## 같이 보기
- 좌도와 우도